# From Me to You/Thank You Girl
"From Me to You/Thank You Girl" er den tredje officielle singleudgivelse fra The Beatles,  og den udkom på Parlophone den 11. april 1963.
Singlen var Beatles' første nummer 1 hit på det, der blev den officielle britiske singlehitliste, men hvis man regner efter de fleste af de andre singlehitlister i Storbritannien dengang, ville det være den anden, efter "Please Please Me/Ask Me Why.

## Komposition
Begge numre er skrevet af Paul McCartney og John Lennon som et komplet samarbejde i tour-bussen under Helen Shapiro-tournéen, der foregik fra den 2. februar - 3. marts 1963. From Me to You blev til den 28. februar 1963, og titlen var inspireret af navnet på en klumme i ugemagasinet New Musical Express: "From You to Us".
Thank You Girl havde i begyndelsen titlen "Thank You Little Girl", og ideen med den var at takke alle de piger, der skrev fanbreve til The Beatles.

## Indspilning
Singlen blev indspillet den 5. marts 1963 og blev produceret af George Martin. På dette tidspunkt var "Thank You Girl" kandidat til at være A-side, men under indspilningerne blev det besluttet, at det skulle være "From Me to You" i stedet. Der blev lavet 13 indspilninger af begge numre, og da der var en del studietid tilbage, blev to andre Lennon-McCartney numre-indspillet: One After 909 og What Goes On. 
"One After 909" blev indspillet 5 gange, men de var alle utilfredsstillende og blev ikke udgivet før på Anthology 1 fra 1995, hvor "Take 4" og "Take 5" blev mixet til en "master". The Beatles vendte tilbage til nummeret under "Get Back Sessions" i januar 1969, og det blev inkluderet på deres sidst udsendte album Let It Be. "What Goes On" blev senere genindspillet og findes på Rubber Soul, hvor Ringo synger for på nummeret.
Den 13. marts mødte The Beatles op i EMI Studierne i London kl. 10 - 13 for at færdiggøre overspilning af John Lennons mundharmonika på "Thank You Girl". Ifølge flere kilder kom John til sessionen direkte fra sengen på grund af en alvorlig forkølelse. Der blev lavet 15 indspilninger, og nummeret blev redigeret og mixet til både mono og stereo.  The Beatles turnerede med Tommy Roe og Gene Vincent og skulle spille i York senere på dagen, men det blev uden John Lennon, da hans stemme var væk på grund af forkølelsen.

## Udgivelse
Den 11. april 1963 udgav Parlophone singlen i Storbritannien. Ni dage senere startede et 21-ugers løb på de britiske hitlister, hvor den nåede nummer 1 den 4. maj, en position den ville beholde i syv uger. Både "From Me to You" og "Thank You Girl" blev krediteret til "McCartney–Lennon", ligesom otte af sangene på Please Please Me-albummet. Det blev permanent ændret til den mere velkendte "Lennon–McCartney"-sangskriverkredit for deres næste singleudgivelse, She Loves You/I'll Get You.
En sand indikation af, hvor succesrige The Beatles blev takket være "From Me to You" (selvom den snart ville blive overskygget af "She Loves You" og I Want to Hold Your Hand) blev udtrykt af Paul McCartney: 
 Den første gang, jeg troede vi virkelig havde klaret det, var da jeg lå i sengen en morgen, og jeg hørte en mælkemand fløjte 'From Me to You'. Faktisk er jeg sikker på, at jeg også engang hørte en fugl fløjte den. Jeg sværger. Det gjorde jeg!

## Musikere
- John Lennon – vokal, rytmeguitar, mundharmonika
- Paul McCartney – vokal, bas
- George Harrison – singleguitar
- Ringo Starr – trommer